# Vicky Leandros
Vicky Leandros (grčki: Βίκυ Λέανδρος, rođena Vasiliki Papathanasiou, Paleokastrica, otok Krf, Grčka, 23. kolovoza 1949.) je njemačko-grčka pjevačica i političarka.

## Životopis
Uz podršku oca Leandrosa Papathanassioua, koji je bio poznati glazbenik pod nadimkom Leo Leandros u Grčkoj i Njemačkoj, Vicky se proslavila i kao uspješna pjevačica u obje zemlje. Njezini su se roditelji preselili u Njemačku kad je ona još bila dijete i prvih pet godina života provela je u Grčkoj kod bake, a 1958. godine i roditelji su je sa sobom poveli u Njemačku. Pohađala je školu baleta i pjevanja te naučila svirati gitaru.
Već je njezin prvi singl, Messer, Gabel, Schere, Licht (1965), postao hit u Njemačkoj. Godine 1967. predstavljala je Luksemburg na Euroviziju i zauzela 4. mjesto s pjesmom L'Amour est bleu. Nakon nekoliko hitova u Europi i Americi, ponovno je predstavljala Luksemburg na Euroviziju 1972. godine i zauzela 1. mjesto s pjesmom Après toi; pobjeda na Euroviziji donijela joj je veliki komercijalni uspjeh. Pjesma je prodana u više od 5,5 milijuna primjeraka na raznim jezicima. Također u sljedećim godinama, Vicky Leandros izdala je pjesme koje su postale veliki hitovi i pojavljivale se u mnogim televizijskim emisijama. U 1980-ima njezina je karijera pomalo mirovala, ali Leandros je cijelo vrijeme bprbilaisutna na glazbenoj sceni. Godine 1998. postigla je velik uspjeh s njemačkom adaptacijom pjesme My Heart Will Go On iz filma Titanic - njemački naslov je Weil mein Herz Dich nie mehr vergisst.